# 3-меркаптопіруват сульфотрансфераза
3-меркаптопіруват сульфуртрансфераза — фермент, класу трансфераз, який каталізує хімічні реакції 3-меркаптопірувату. Фермент бере участь у метаболізмі цистеїну. Кодується геном MPST.

## Будова

### Ген
Ген MPST розташований в довгому плечі 22 хромосоми (локус 22q12.3) і складається з 6 екзонів. Альтернативно сплайсовані варіанти таранскипта, що кодують один і той же білок, також були ідентифіковані.

### Білок
Білок MPST складається з 317 амінокислотних залишків і важить 35250 Да. Білок є ферментом, класу трансфераз підкласу сульфуртрансфераз. Знаходиться в цитоплазмі.

## Функція
Біологічна функція MPST полягає у синтезі сірководню, а також пірувату.
Також MPST каталізує перенесення атома сірки від меркаптопірувату до акцепторів сірки, таких як ціаніди або тіолові сполуки.
MPST виявлено в мозку, нирках, печінці, легенях, серці, м’язах та селезінці. Проте найбільша концентрація зосереджена в серці та гіпокампі. MPST генерує H2S у коронарній артерії. Фермент активний в цитозолі й мітохондріях.

## Патології
Виявлено, що дефіцит MPST пов’язаний з меркаптолактат-цистеїновою дисульфідурією, рідкісним спадковим захворюванням, пов’язаним із надмірним виділенням меркаптолактат-цистеїн-дисульфіду із сечею. Зменшення активності також MPST спостерігається із хворобою Альцгеймера, епілепсії.
Збільшення активності MPST було виявлено в ЦНС при синдромі Дауна. Також було виявлено збільшення активності MPST при раку сечового міхура.